# 日本キックボクシング
日本キックボクシング（にほんキックボクシング）は、日本のキックボクシング王座認定組織。略称は、NKB。2001年にニュージャパンキックボクシング連盟（NJKF）、キック・ユニオン（K-U）、日本キックボクシング連盟（JKF）、アジア太平洋キックボクシング連盟（APKF）の4団体によって設立。設立以降、中心的な役割を担っていたNJKFが2004年12月に方向性の違いにより離脱。2011年にはAPKFが離脱。以降、NKBに加盟する団体が興行を行い、NKB実行委員会が認定するという形をとっている。